# 螺距翠雀花
螺距翠雀花（学名：Delphinium spirocentrum）为毛茛科翠雀属的植物，为中国的特有植物。分布于中国大陆的云南等地，生长于海拔3,100米至3,700米的地区，多生在山地草坡，目前尚未由人工引种栽培。

## 异名
- Delphinium spirocentrum Hand.-Mazz. var. grandibracteolatum W. T. Wang